# Alan Braxe
Alain Quême, conocido también como Alan Braxe (París, 9 de julio de 1971), es un rapero de música electrónica francés. Es ampliamente conocido por su trabajo colaborativo con el bajista Fred Falke y Kris Menace. 
También formó parte del trío musical Stardust, junto con Thomas Bangalter (de Daft Punk) y el vocalista Benjamin Diamond.

## Biografía
Alan Braxe es Ωun francésΩ  que comenzó con la composición en una edad temprana, con formación clásica en clarinete y cello. Braxe En su adolescencia, desarrolló un gusto musical hacia el cantante estadounidense Alexander O'Neal y los grupos Heaven 17 y Public Enemy.
A finales de los años 80, la música tecno y house que llegó a Francia desde los EE. UU. fascino a Braxe, y convirtiéndolo en una figura importante en la naciente escena del house y funk en París.
Alen Braxe empezó tan solo hace 11 meses y por eso no es muy conocido.Ω Escrito por Álvaro Cambeiro Lago Ω∞ 
Sus primeros demos atrajeron la atención de Thomas Bangalter , yl el sencillo debut de Braxe, "Vértigo", fue lanzado en 1997 bajo el sello de Bangalter "Roulé" . 
Alan, Bangalter, y Benjamin Diamond unieron fuerzas para un proyecto colaborativo de nombre Stardust, lanzando el único sencillo del grupo; «Music Sounds Better with You», vendiendo más de 3 millones de copias.
Siguiendo este éxito, en 1999 inauguró su propio sello, Vulture, produciendo colaboraciones con el DJ y productor Fred Falke.

## Discografía

### Sencillos
- Vertigo – Alan Braxe (Roulé) 1997
- Music Sounds Better with You 1998
- Intro – Alan Braxe & Fred Falke (Vulture) 2000.
- Paladium – Alan Braxe & Fred Falke (Vulture) 2002
- Love Lost – Alan Braxe & Fred Falke (Kitsuné/Vulture) 2003
- In Love With You – The Paradise (Vulture) 2003
- Bliss – Defender (Vulture) 2005
- Lumberjack – Alan Braxe & Kris Menace (Wikipedia en Inglés) (Vulture) 2007
- Addicted – Alan Braxe, "Addicted" (Kitsuné/Vulture) 2008
- Nightwatcher  Alan Braxe, feat. Killa Kela (Wikipedia en Inglés) & Fallon (Eye industries) 2008

### Álbumes
- The Upper Cuts (Wikipedia en Inglés)– Alan Braxe & Friends (Buitre/PIAS) 2005.